# Lądowisko Płońsk-Szpital
Lądowisko Płońsk-Szpital – lądowisko sanitarne w Płońsku, w województwie mazowieckim, położone przy ul. Sienkiewicza 7. Przeznaczone jest do wykonywania startów i lądowań śmigłowców sanitarnych i ratowniczych o dopuszczalnej masie startowej do 5700 kg w dzień i w nocy.
Zarządzającym lądowiskiem jest Samodzielny Publiczny Zespół Zakładów Opieki Zdrowotnej im. Marszałka Józefa Piłsudskiego w Płońsku. W roku 2013 zostało wpisane do ewidencji lądowisk Urzędu Lotnictwa Cywilnego pod numerem 243